# Éric Walter (fonctionnaire)
Pour les articles homonymes, voir Éric Walter et Walter.
Éric Walter est un haut fonctionnaire français, né le 22 octobre 1961 à Paris. Il fut du 1er mars 2010 au 1er aout 2015,, (action judiciaire en cours après son licenciement, suspendu 2 fois par le tribunal administratif) secrétaire général de la Haute Autorité pour la diffusion des œuvres et la protection des droits sur internet (Hadopi).

## Biographie

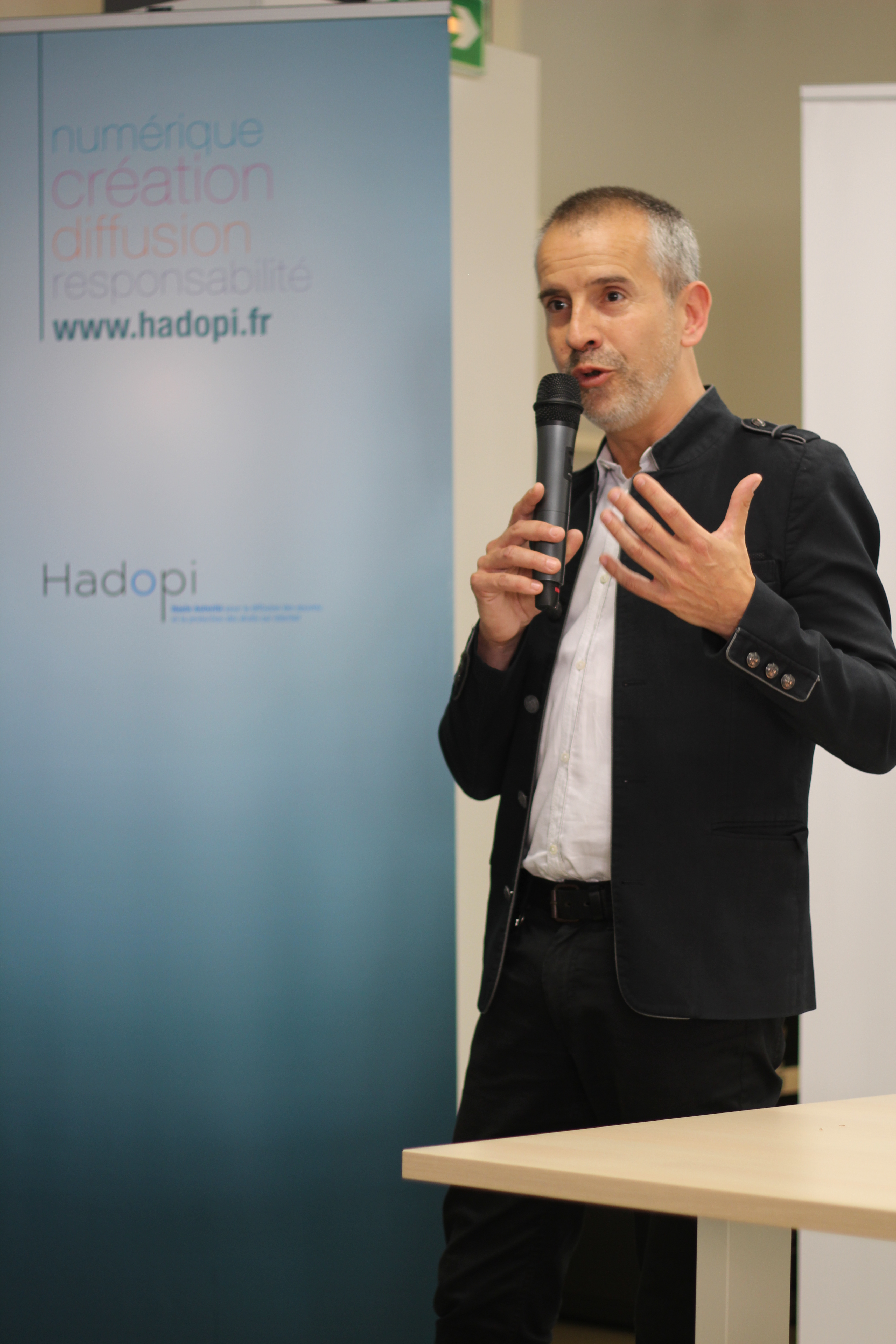
Eric Walter, Hadopi 2014.

### Musique
Dans les premières années de sa vie professionnelle, avec Olivier Holt, percussionniste de formation, il crée Opéra Jeunesse, un orchestre symphonique privé de jeunes musiciens issus de tous les pays de l’Europe continentale.  Olivier Holt assure la direction artistique. La formation composée de jeunes artistes en formation par alternance s’illustre notamment en jouant à l’occasion de l’accueil de Nelson Mandela par le Président François Mitterrand sur le parvis des droits de l'homme à Paris (1990) ou encore en accompagnant Johnny Hallyday pour les deux chansons finales du spectacle « Dans la chaleur de Bercy » en 1990. Selon un bref article d'Anne Rey publié dans le quotidien Le Monde le 8 mars 1987 : 

« Agé de vingt-cinq ans (…) et tout juste bachelier, Éric Walter devait lui aussi jouer d'emblée les émancipés, lancer un raid de cyclomotoristes sur la piste du Pony-express, se spécialiser dans l'organisation de congrès jamborees, croiser Holt et ne pas le laisser passer, trouver un mécène pour Opéra Jeunesse (un certain M. Rocher, collecteur du 1 % immobilier), installer la grande famille dans les bureaux de ce dernier. »

Attaché à cette expérience, Éric Walter crée en 2015 un site Internet qui retrace l'histoire de l'Orchestre symphonique d'Europe, avec les témoignages des personnes qui y ont collaboré,.

### Négoce international
Il s’engage ensuite dans le négoce international et se spécialise en négoce alimentaire entre la France et le Guatemala, important en France les bières de la Cerveceria Centroamericana et divers autres produits alimentaires (café, cœurs de palmier, etc.).[réf. nécessaire]

### Haut fonctionnaire
En 1995, il devient chargé de mission au cabinet de Philippe Douste-Blazy, ministre de la Culture, où il est chargé de la création de la Fondation du patrimoine.
En 2002, il devient chef du bureau des évaluations économiques et de la société de l’information à la direction du développement des médias (services du Premier ministre). Dans ces fonctions, il pilote notamment le projet « Signal Spam » et l’organisation des quatrième et cinquième comités interministériels de la société de l’information.
En 2006, il est nommé chargé de mission sur la société de l'information au cabinet de Nicolas Sarkozy, ministre d'État, ministre de l’Intérieur puis, en 2007, rejoint l'UMP pour y prendre la responsabilité du service internet où il organise les outils internet de campagne et tient la plume du programme numérique du candidat Nicolas Sarkozy à l'élection présidentielle. 
En juin 2007, il est membre du cabinet de Rama Yade, secrétaire d'État chargé des affaires étrangères et des droits de l'homme en tant que conseiller technique, puis conseiller auprès de la secrétaire d'État. Il est notamment chargé de la dépénalisation de l'homosexualité, de l’affaire de l’Arche de Zoé et de la réforme de l’adoption internationale, dans le cadre de laquelle il invente et met en œuvre le réseau des volontaires de la protection de l’enfance et de l’adoption internationale. Ces fonctions l'amènent en 2012 à prendre parti pour le mariage homosexuel et à souligner que les droits de l'enfant ne sont selon lui pas menacés par ce projet de loi,.
Il conserve sa fonction de conseiller auprès de la secrétaire d'État en juin 2009 lorsque Rama Yade est nommée secrétaire d'État chargé des sports et jusqu'au 1er mars 2010. il pilote la protection internationale de l’enfance dans le sport et la lutte contre la violence dans le sport, avec en particulier la conception du premier congrès national des associations de supporters de football qui débouchera sur le livre vert du supportérisme.

### Hadopi

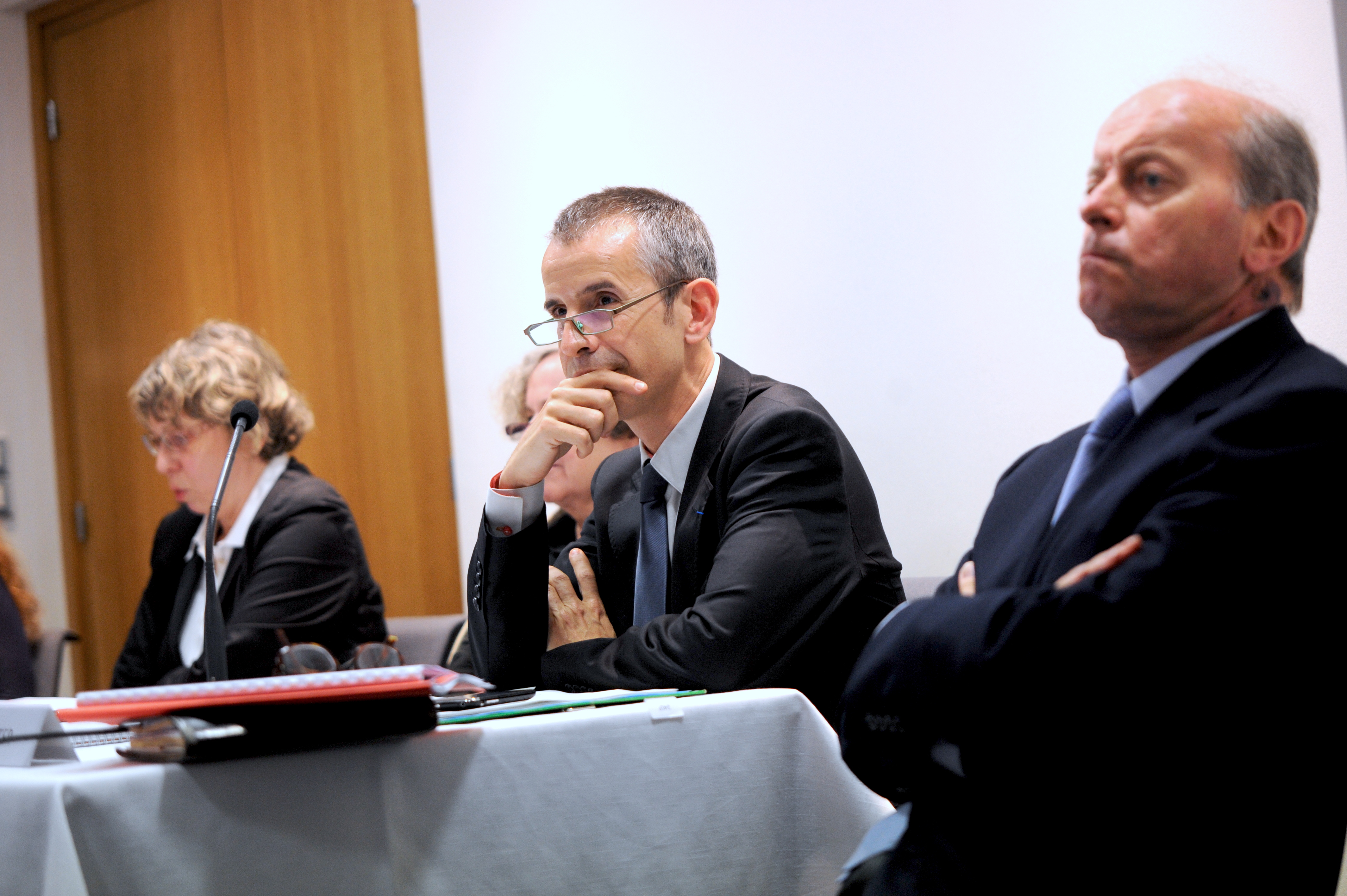
Éric Walter avec les membres de la Hadopi, le 28 juin 2010 à Paris.

À compter du 1er mars 2010, il est nommé secrétaire général de la Haute Autorité pour la diffusion des œuvres et la protection des droits sur internet (Hadopi) par la présidente Marie-Françoise Marais. Une délibération de l'Hadopi a fixé à 180 000 euros le plafond brut de sa rémunération annuelle. Il intervient à ce titre auprès des médias, réexpliquant à la fois les missions de cet organisme et le calendrier de mise en place des dispositifs de prévention et de dissuasion prévus dans ce cadre,. Avec les « Labs Hadopi » il met en place une structure de réflexion sur les missions de l’institution.
En juin 2013, il présente au collège de l’Hadopi le projet d’analyse d’un système de rémunération proportionnelle du partage des œuvres sur internet dont l’objectif est d’apporter une réponse durable à la question de la création, de l’acquisition et du partage des œuvres sur internet en faisant contribuer les intermédiaires du partage au financement de la création. En cela l’idée se distingue des hypothèses de licence globale, appuyées sur une contribution forfaitaire des utilisateurs prélevée par les fournisseurs d’accès. Les travaux ont donné lieu à un rapport intermédiaire en septembre 2014. Il reçoit à cette occasion le soutien de Jacques Toubon, alors membre du collège. Il le défend en juin 2014, à l'occasion de sa nomination au poste de Défenseur des Droits, contre des accusations d'homophobie.
En octobre 2014, il fait l’objet de vives attaques de la part de Nicolas Seydoux à l’occasion du congrès annuel de la Fédération nationale des cinémas français, qui lui reproche d'avoir dénoncé les carences de l'offre cinématographique légale en ligne. Ces attaques lui valent le soutien d'une partie des internautes qui dénoncent les tentatives de pressions exercées par le lobby du cinéma français sur l'Hadopi. Quelques jours plus tard, plusieurs organisations professionnelles du cinéma français se plaignent auprès de la ministre de la Culture et de la Communication Fleur Pellerin des propos d'Éric Walter, qui exprimeraient, selon elles, « les idées les plus contraires à la défense de la propriété intellectuelle et artistique »,. Cette lettre est dénoncée par certains observateurs comme abusive.
Le 28 octobre 2014, la présidente de l’Hadopi Marie-Françoise Marais prend la défense d'Éric Walter lors de la remise du rapport annuel de l’institution, le qualifiant de « modèle de haut fonctionnaire public » et réfutant les attaques publiques dont il a fait l’objet.
À la suite de ces événements, et malgré la réponse de la présidente, la crise couve au sein de la Hadopi. Finalement, il est licencié, à compter du 1er août 2015,. Toutefois, Éric Walter conteste ce licenciement devant le tribunal administratif de Paris : le 16 octobre, une ordonnance de référé suspend la décision de licenciement, sur la base d'une « erreur d'appréciation » quant à « l'insuffisance professionnelle » de M. Walter. Il est licencié une deuxième fois le 15 décembre 2015 par Marie-Françoise Marais pour « vols de documents », et ce licenciement est également suspendu le 29 février 2016 par le même tribunal administratif de Paris, qui note « la persistance de la volonté de la présidente de l’institution de se séparer de son secrétaire général à l’occasion d’un mouvement de changement des cadres » et « un doute sérieux quant à la légalité interne de la décision »,.

## Décorations
- Chevalier de l'ordre national du Mérite, sur proposition du Premier ministre, le 14 novembre 2003[38]
- Officier  de l'ordre national du Mérite, sur proposition du ministre de la Culture et de la Communication, le 14 novembre 2011[39]

## Sources
- Profil de Éric Walter sur viadeo (consulté le 16 avril 2011, obligation d'inscription pour consulter)